# Приречный (Карелия)
Приречный — посёлок в составе Кривецкого сельского поселения Пудожского района Республики Карелия.

## Общие сведения
Расположен на берегу реки Колода.

## Население
| 2002 | 2009 | 2010 | 2013 |
| ---- | ---- | ---- | ---- |
| 250  | ↘212 | ↘155 | ↘143 |

## Улицы
- ул. Болотная
- ул. Лесная
- ул. Набережная
- ул. Песочная
- ул. Центральная
- ул. Школьная